# Hypothèse H de Schinzel
En mathématiques, l'hypothèse H de Schinzel est une très large généralisation de conjectures telles que la conjecture des nombres premiers jumeaux. Elle a pour objectif de donner une condition suffisante la plus faible possible sur la nature d'une famille de polynômes irréductibles fi(x) pour qu'elle prenne comme valeurs
fi(n) des nombres premiers simultanément, pour un entier n arbitrairement grand ; autrement dit, pour qu'il existe une infinité d'entiers n tels que pour chacun d'eux, tous les fi(n) soient des nombres premiers. C'est une généralisation de la conjecture de Bouniakovski, qui concerne une famille réduite à un seul polynôme. Il en existe une généralisation quantitative, la conjecture de Bateman-Horn.

## Condition nécessaire
Une telle conjecture doit prendre en compte certaines conditions nécessaires. Par exemple, si nous prenons les deux polynômes x + 4 et x + 7, il n'y a pas de n > 0 pour lequel n + 4 et n + 7 sont tous les deux premiers. Ceci parce que l'un des deux sera un nombre pair > 2, et l'autre un nombre impair. La question principale dans la formulation de la conjecture est d'éviter ce phénomène.
Ceci peut être fait grâce à la notion de polynôme à valeurs entières : on dit qu'un polynôme à valeurs entières Q(x) possède un diviseur fixé m s'il existe un entier m > 0 tel que Q(x)/m soit aussi un polynôme à valeurs entières.
Par exemple, (x + 4)(x + 7) possède un diviseur fixé égal à 2.
Pour Q(x) = Π fi(x), de tels diviseurs fixés doivent être évités pour toute conjecture, puisque leur présence contredit la possibilité que les fi(n) soient tous des nombres premiers, lorsque n prend de grandes valeurs.

## Énoncé
Par conséquent, la forme standard de l'hypothèse H est la suivante :
Soit fi(x) une famille finie de polynômes à coefficients entiers, irréductibles, et à coefficients dominants positifs. Si leur produit ne possède pas de diviseur premier fixé, alors il existe une infinité d'entiers n tels que tous les fi(n) sont simultanément premiers.

## Analyse

### Remarques
- Si les coefficients dominants sont négatifs, nous pouvons nous attendre à des valeurs de nombres premiers négatives ; ceci est une restriction inoffensive.
- Bien que l’énoncé standard de la conjecture parle de polynômes à coefficients entiers, elle s’applique sans changement aux polynômes à valeurs entières.
- La condition de n'avoir pas de diviseur fixé premier est vérifiable par des méthodes effectives. En effet, étant donné un polynôme f à coefficients entiers de degré n et un nombre entier arbitraire k, on sait que le plus grand commun diviseur de f(x) (où x prend des valeurs entières) est le plus grand commun diviseur de f(k), f(k + 1), f(k + 2), … , f(k + n)[1].
- La condition de ne pas avoir de diviseur premier fixé est purement locale (dépendant des nombres premiers). En ces termes, la conjecture est que pour un ensemble fini de polynômes à valeurs entières irréductibles, la seule éventuelle obstruction à prendre une infinité de fois des valeurs toutes premières est cette obstruction locale.

### Exemple
Mentionnons l'exemple simple de x2 + 1 qui n'a pas de diviseur fixé premier. Par conséquent, nous pouvons nous attendre à ce qu'il y ait une infinité de nombres premiers de la forme n2 + 1. Mais cette conjecture elle-même, qui fait partie des problèmes de Landau, n'a pas été prouvée.

### Prospective
La conjecture n'est probablement pas accessible avec les méthodes actuelles de la théorie analytique des nombres, mais elle est maintenant relativement utilisée pour prouver des résultats conditionnels (en), par exemple en géométrie diophantienne. Le résultat conjecturel semble tellement fort par nature qu'il est possible qu'il s'avère trop optimiste.

## Variante
La conjecture de Goldbach n'est pas impliquée par celle-ci, mais par une variante, l'hypothèse HN, citée dans Sieve Methods, de Halberstam et Richert. Celle-ci requiert un polynôme supplémentaire F(x), qui dans le problème de Goldbach serait simplement x, pour lequel on demande que N – F(n) soit aussi un nombre premier.
L'énoncé de la conjecture est : si N est suffisamment grand, et si Q(x)(N – F(x)) n'a pas de diviseur fixé > 1, alors il existe n tel que N – F(n) soit à la fois positif et premier et tel que les fi(n) soient tous premiers.
Il n'y a pas beaucoup de cas résolus de ces conjectures ; mais il existe une théorie quantitative détaillée (la conjecture de Bateman-Horn).

## Un analogue faux
La conjecture analogue avec l'anneau des entiers remplacé par l'anneau des polynômes à une variable sur un corps fini est fausse.
Par exemple, Richard Swan remarqua en 1962 (pour des raisons non liées à l'hypothèse H) que le polynôme x8 + u3 sur l'anneau F2[u] est irréductible et ne possède pas de diviseur (polynomial) premier fixé (ses valeurs en x = 0 et x = 1 sont des polynômes premiers entre eux) mais toutes ses valeurs quand x parcourt F2[u] sont composées.
Des exemples similaires peuvent être trouvés avec F2 remplacé par n'importe quel corps fini ; les obstructions dans une formulation correcte de l'Hypothèse H sur F[u], où F est un corps fini, ne sont plus simplement locales et une nouvelle obstruction apparaît, sans parallèle classique (si tant est que la conjecture soit vraie dans le cas classique).